# The Face of Lincoln
The Face of Lincoln é um filme de drama em curta-metragem estadunidense de 1955 dirigido e escrito por Edward Freed e Wilbur T. Blume, baseado na história de Abraham Lincoln. Venceu o Oscar de melhor curta-metragem em live-action: 2 bobinas na edição de 1956.